# Мощенко Кость Васильович
Ко́сть Васи́льович Мо́щенко (нар. 19 травня 1876, с. Миропілля, Україна — пом. 16 вересня 1963, м. Дорнштадт поблизу Ульма, Німеччина) — український громадський діяч, музейник, етнограф, художник, архітектор, краєзнавець, дослідник українського народного мистецтва.

## Біографія
Народився у містечку Миропілля (нині Краснопільському районі Сумської області). Його батько служив начальником міської пошти, мати — уроджена Мировицька, донька священника.
Після закінчення Сумської чоловічої гімназії Мощенко поступив до Казанського художнього училища. Згодом навчався у Львівській політехніці. У 1903 р. закінчив факультет архітектури Петербурзької академії мистецтв. У 1904–1906 рр. обійняв посаду земського губернського архітектора-художника у Полтаві, брав участь у спорудженні будинку Полтавського губернського земства за проєктом Василя Кричевського.
За проєктами К. Мощенка на Полтавщині були побудовані службовий корпус та будинок директора галицького дослідного поля, будинок товариства «Просвіта» в с. Байрак Диканського району, дві школи й кілька приватних будинків.

## Популяризація української народної культури
Кость Мощенко присвятив себе вивченню і популяризації українського мистецтва. На його світогляд вплинула діяльність Миколи Біляшівського (1867–1926), директора Київського історичного музею. Улітку 1906 р. в цьому музеї за ініціативою М. Біляшівського була організована виставка кустарних виробів, під вивіскою якої насправді були виставлені витвори українського мистецтва. Для упорядження експонатів був запрошений К. Мошенко.
У 1906 р. К. Мощенка призначили завідувачем етнографічного відділу Полтавського краєзнавчого музею, що розмістився в будинку Полтавського земства. У цей час він провів велику роботу з наукової обробки та класифікації етнографічної колекції Катерини Скаржинської.
У 1917 р. він став головою Комітету охорони пам'яток. У 1918 р. К. Мощенко заснував Наукове товариство дослідження й охорони пам'яток старовини та мистецтва Полтавщини.
Кость Мощенко зібрав велику колекцію творів української народної культури, зразків давнього матеріального побуту та археології. Серед експонатів були виставлені богослужбовий одяг XVII–XVIII ст., напрестольні Євангелія, хрести, чаші, дарохранительниці, а також полтавські килими, плахти, вишиті рушники, одяг з часів Гетьманщини, художні керамічні вироби, різьблені вироби з дерева та інші речі народного мистецтва Полтавщини і Слобожанщини.
Він сфотографував і описав старовинні церкви краю та їх внутрішнє убрання. Зібрані матеріали, що складалися з близько трьох тисяч фотографій, лягли в основу його книги «Історія української церковної архітектури».

## Радянський період
У 1920 р. Кость Мощенко був уперше заарештований за «контрреволюційну діяльність». У листопаді 1924 р. звільнений із роботи.
За підтримки відомого мистецтвознавця Д. М. Щербаківського переїхав до Києва, де продовжив працю в музейних закладах. У 1925 р. очолив відділ станкового живопису Всеукраїнського музейного містечка в Києво-Печерській лаврі. Працював завідувачем відділу народного мистецтва Всеукраїнського історичного музею імені Т.  Г. Шевченка. Дійсний член Всеукраїнського археологічного комітету, член архітектурної секції Асоціації художників Червоної України. Очолював цех реставрації пам'яток архітектури Всеукраїнських художньо-реставраційних майстерень.
Улітку 1927 року керівництво «Укрголовнауки» відрядило професора К. Мощенка в район будівництва Дніпровської ГЕС дослідити історичні пам'ятки доби Запорозької Січі. На основі зібраного матеріалу була написана праця «Селянське будівництво та його оздоби на землях колишнього Запоріжжя». Надав Дмитру Яворницькому фотографії історичних січових пам'яток для його альбому «Дніпрові пороги».
У 1933 р. «Укрголовнаука» доручила К. Мощенко організувати у будинку Історичного музею виставку творів народних митців України. Проте комісія забракувала виставку і наказала негайно закрити, а її організатора звинуватила у пропаганді куркульства і петлюрівщині. 22 листопада 1933 р. К. Мощенко був заарештований і 26 лютого 1934 р. Судовою трійкою колегії ДПУ УСРР засуджений на З роки заслання до Казахстану за «антирадянську діяльність». Після відбуття покарання працював у школах міста позаштатним викладачем малювання та креслення.
Під час Другої світової війни у жовтні 1941 р. знов став директором Полтавського музею. Співпрацював з Полтавським єпархіальним управлінням Української автокефальної православної церкви.

## Життя за кордоном
Восени 1943 р. разом з дружиною Оленою Іванівною емігрував за кордон. Вивіз із собою колекцію фотографій сакральних споруд і каталог колекції писанок Катерини Скаржинської, які, на його думку, були зовсім не потрібні атеїстичній державі.
У 1951  оселився у притулку для пристарілих у Дорнштадті поблизу Ульма (Німеччина).
В 1961 р. Кость Мощенко передав свою збірку та архів до музею Консисторії УПЦ в США, які заходами архієпископа Мстислава (Скрипника) перевезено до м. Бавнд-Брук у штаті Нью-Джерсі. Заповів, щоб після отримання Україною незалежності його вивезені за кордон рукописи та колекції були повернені на Батьківщину. Цей заповіт зберігається в архіві УВАН у США.

## Праці Костя Мощенка
Надруковані в Україні:
- «Досліди селянського будівництва на Кам'янеччині»,
- «Матеріальний побут Полтавщини»,
- «Академік Микола Біляшівський як музейний робітник»,
- «Народні митці Поділля».

Видано за кордоном:
- «Український будинок Григорія Галагана»

Підготовлені до друку:
- «Історія української церковної архітектури»,
- «Історія будинку Полтавського земства»,
- «Селянське будівництво та його оздоби на землях колишнього Запоріжжя»,
- «Орнаментика українських писанок»
- «Рослинна орнаментика полтавських килимів».